# 三井町 (各務原市)
三井町（みいちょう）は、岐阜県各務原市の地名。現行行政町名は三井町一丁目から六丁目。

## 地理
各務原市の稲羽地区の西部（旧・更木村）に属する。
町域の東部は三井東町、三井山町、西部は金属団地、小佐野町、南部は小佐野町、大佐野町、北部は三井北町である。
町域には新境川が流れる。
かつての各務郡三井村の一部に該当する。
道路
- 国道21号（那加バイパス）
- 県道152号岐阜各務原線
- 県道114号一宮各務原線（三井街道）

## 歴史
元は各務郡三井村。1897年（明治30年）に三井村、上戸村、大野村、小佐野村が合併し更木村が発足すると更木村大字三井となる。1955年（昭和30年）に羽島郡中屋村と稲葉郡更木村、前宮村が合併し稲羽町が発足すると稲羽町三井町に改称する。
1963年（昭和38年）4月1日、蘇原町、鵜沼町、鵜沼町、稲羽町が合併し各務原市が発足すると、稲羽町三井町から各務原市三井町に改称。
1980年（昭和55年）、新境川の東の地域をもって三井東町が成立。
1982年（昭和57年）8月10日、那加新加納町、三井町、小佐野町に跨る岐阜県金属工業団地一帯をもって、地名としての金属団地を設置。
1984年（昭和59年）9月1日、三井町の一部と那加楠町の一部をもって三井北町、三井町の一部と上戸町の一部をもって三井山町が成立。三井町の一部と上戸町の大部分をもって上戸町、三井町の残部をもって三井町一丁目から六丁目が成立。

## 世帯数と人口
2024年（令和6年）10月1日現在の世帯数と人口は以下の通りである。
| 丁目         | 世帯数  | 人口  |
| ------------ | ------- | ----- |
| 三井町一丁目 | 22世帯  | 60人  |
| 三井町二丁目 | 35世帯  | 55人  |
| 三井町三丁目 | 118世帯 | 307人 |
| 三井町四丁目 | 57世帯  | 126人 |
| 三井町五丁目 | 75世帯  | 204人 |
| 三井町六丁目 | 27世帯  | 69人  |
| 計           | 334世帯 | 821人 |

## 小・中学校の学区
市立小・中学校に通う場合、学区は以下の通りとなる。
| 番・番地等 | 小学校                 | 中学校               |
| ---------- | ---------------------- | -------------------- |
| 全域       | 各務原市立稲羽西小学校 | 各務原市立稲羽中学校 |

## 主な施設
- 三井町公民館
- 御井神社

## 交通
- 各務原市ふれあいバス稲羽線